# 厄勒克特拉 (歌剧)
《厄勒克特拉》（德語：Elektra），作品58，為理查·史特勞斯所作的單幕歌劇，德文劇本由霍夫曼斯塔爾（Hugo von Hofmannsthal）於1903年所作，而本劇於1909年1月25日在德勒斯登國家劇院首演。

## 角色
- 厄勒克特拉，阿伽门农之女（女高音）
- 克律索忒弥斯，厄勒克特拉的姊妹（女高音）
- 克吕泰涅斯特拉，他們的母親，阿伽门农的遺孀（女中音）
- 女性知己（女高音）
- 年輕僕人、年老僕人（男高音、男低音）
- 俄瑞斯忒斯，阿伽门农之子（男中音）
- 俄瑞斯忒斯的老師（男低音）
- 埃癸斯托斯，克吕泰涅斯特拉的情人（男高音）
- 監督者（女高音）
- 五名女僕（女低音、兩女中音、兩女高音）

## 劇情大綱
厄勒克特拉的劇情主要是根據同名的希臘悲劇（由索福克勒斯所作）編寫。復仇是這齣劇作的中心主題，整場演出中充斥著無情、陰沉與恐懼。克吕泰涅斯特拉在她情人，埃癸斯托斯的協助下，漸漸對她謀殺親夫的行為感到釋懷，但是她仍害怕這事情會讓她的子女知道。厄勒克特拉的內心充滿仇恨，並且嘗試著說服她的姊妹一起去殺死她們母親與埃癸斯托斯。在這計畫付諸行動前，她們以為已經過世的兄弟俄瑞斯忒斯來到，而厄勒克特拉就告訴俄瑞斯忒斯實情，並且確定這項復仇計畫。俄瑞斯忒斯殺死克吕泰涅斯特拉與她的情夫，而厄勒克特拉瘋狂的跳起勝利之舞，並在人群面前死去。

## 延伸阅读
- Richard Strauss; Hugo von Hoffmannsthal.  (libretto). 由H. Gauthier-Villars翻译. Berlin: Adolph Fürstner. 1909 （法语）.
- La Scala edition of the Elektra libretto
- Kennedy, Michael, in Holden, Amanda (ed.) (2001), The New Penguin Opera Guide, New York: Penguin Putnam. ISBN 0-14-029312-4